# Hazelwood House (Sligo)
Hazelwood House er et palladiansk country house fra 1700-tallet i sognet Calry, County Sligo i det nordvestlige Irland. Huset, der ligger på en 28 hektar stor ejendom omkring 3 km sydøst for Sligo. Det er en fredet bygning. Hazelwood, et stort skovområde, er en del af den oprindelige ejendom.